# Glória Gadelha
Maria da Glória Pordeus Gadelha (Sousa, 19 de fevereiro de 1947) é uma cantora, compositora brasileira.
Foi casada com o músico Sivuca.

## Formação
- Formada em medicina pela Universidade Federal da Paraíba[3]
- Curso de Linguagem Musical, na Columbia University, Nova Iorque.[2]

Desde cedo estudou teoria musical. E, enquanto participava de festivais, estudou e se formou em medicina em João Pessoa. Sua instrução musical foi complementada nos Estados Unidos entre 1972 e 1974, na Columbia University.

## Prêmios
- Em 1968 ganhou o concurso no programa A Grande Chance, da TV Tupi.[2]
- Em 1969 venceu o III Festival de Música Popular Paraibana.[1]

## Excursões
Entre 1984 e 1991, Glória Gadelha fez excursões musicais no Brasil e exterior, marcadamente Dinamarca, Noruega, Suécia, Finlândia, Espanha, França, Bélgica, Alemanha, Suíça e Áustria, quase sempre ao lado de seu marido, o compositor e cantor Sivuca.

## Discografia

### LP
- Bendito o fruto (1982)
- Let's vamos (1984)
- Dengo maior
- Tudo que ilumina (1992)
- Segredos da palavra manhã.

### CD
- Ouro e mel (1999)[4][5]
- Tinto e Tropical (2004)[4]

## Sucessos
- Feira de mangaio
- Como é grande e bonita a natureza
- Amar, Amar, Amar, Amar

## Livros publicados
- O bailado das sardinhas (1974).
- Um anjo de dois anjos[nota 2]